# 말뫼후스주

말뫼후스 주의 문장

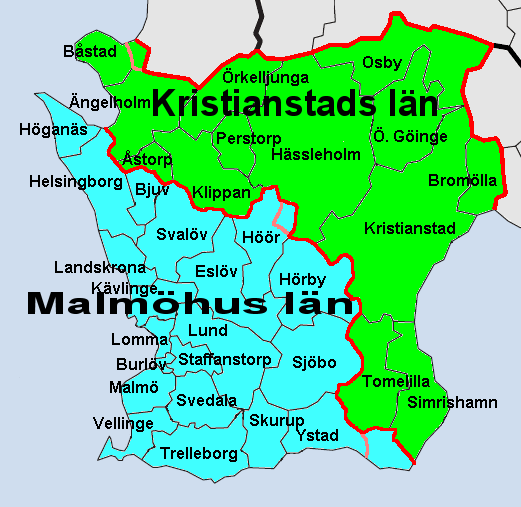
스코네 주로 합병된 2개 주의 위치 (파란색으로 표시된 주가 말뫼후스 주)

말뫼후스주(스웨덴어: Malmöhus län)는 과거 스웨덴에 존재했던 주로 주도는 말뫼였으며 1669년부터 1996년 12월 31일까지 존재했다.
주 이름은 말뫼후스 성에서 유래된 이름이다. 1997년 1월 1일을 기해 크리스티안스타드 주와 함께 스코네주로 합병되면서 폐지되었다.